# Bill Mulcahy
Pour les articles homonymes, voir Mulcahy.
Pas d'image ? Cliquez ici

a Compétitions nationales et continentales officielles uniquement.

b Matchs officiels uniquement.
Dernière mise à jour le 15 mars 2025.
Bill Mulcahy, né le 7 janvier 1935 et mort le 28 février 2025, est un ancien joueur irlandais de rugby à XV. Il évoluait au poste de deuxième ligne au Leinster.

## Biographie
Mulcahy est né à Rathkeale (en) dans le comté de Limerick.

### Carrière sportive

#### Irlande
Mulcahy fait ses débuts avec l'Irlande le 18 janvier 1958 lors de la première victoire irlandaise contre l'Australie, glanant ensuite 35 sélections avec le XV du trèfle, et prenant également part à la première victoire des siens contre l'Afrique du Sud lors de son dernier test match en 1965.
Avec les Irlandais, il fait aussi partie du XV qui accueille les All Blacks en 1963, tenant tête à ce qui est alors une des toutes meilleures équipes du monde, et parvenant une première fois à effleurer la victoire, perdant finalement la rencontre 5-6.
En sa fin de carrière, en équipe d'Irlande comme avec les Lions, il brille par son association avec Willie-John McBride.

#### Lions
En parallèle de sa carrière irlandaise, Mulcahy participe à la tournée des Lions britanniques et irlandais de 1959 (en) en Australie et en Nouvelle-Zélande. Il y dispute 15 des 33 matchs de la tournée et glane 2 sélections en test match, toutes deux victorieuses, l'une contre l'Australie le 6 juin et l'autre contre la Nouvelle-Zélande le 19 septembre. Cette victoire en Nouvelle-Zélande, reste d'ailleurs jusqu'en 2021 la seule victoire des Lions à l'Eden Park.
Il prend également part à la tournée de 1962 avec les Lions, disputant 17 des 24 matchs de la tournée et se voyant titularisé pour les quatre tests contre l'Afrique du Sud.
Ayant étudié et joué au rugby à l'University College de Dublin, Mulcahy et son coéquipier Niall Brophy deviennent les premiers joueurs de l'UCD à représenter les Lions britanniques à l'occasion de la tournée de 1959,.

### Carrière extra-sportive
Après sa retraite sportive, il travaille au sein de l'administration du Leinster, se voyant intronisé dans le Hall of Fame de la franchise irlandaise en 2009.